# ステレオサウンド
株式会社ステレオサウンド(英文社名：Stereo Sound Publishing,Inc.)とは日本の音楽出版社である。

## 概要
1966年1月10日に創立。1969年6月2日に株式会社ステレオサウンドを設立。

## 雑誌
- 季刊ステレオサウンド
- 月刊HiVi
- 季刊ホームシアター
- 季刊管球王国
- DigiFi
- 隔月刊プロサウンド